# Militärpolisjägarna

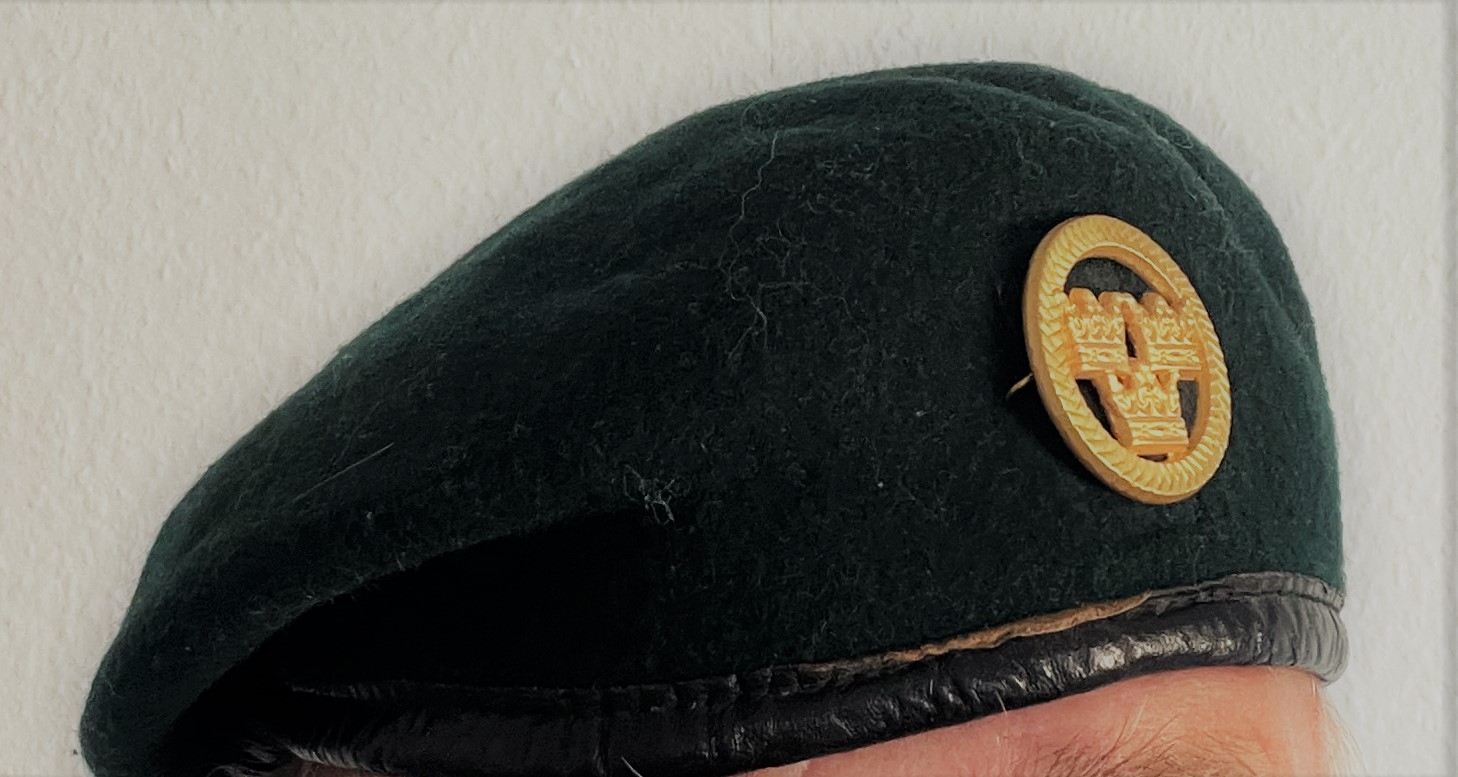
Militärpolisjägarnas gröna basker buren vid K3

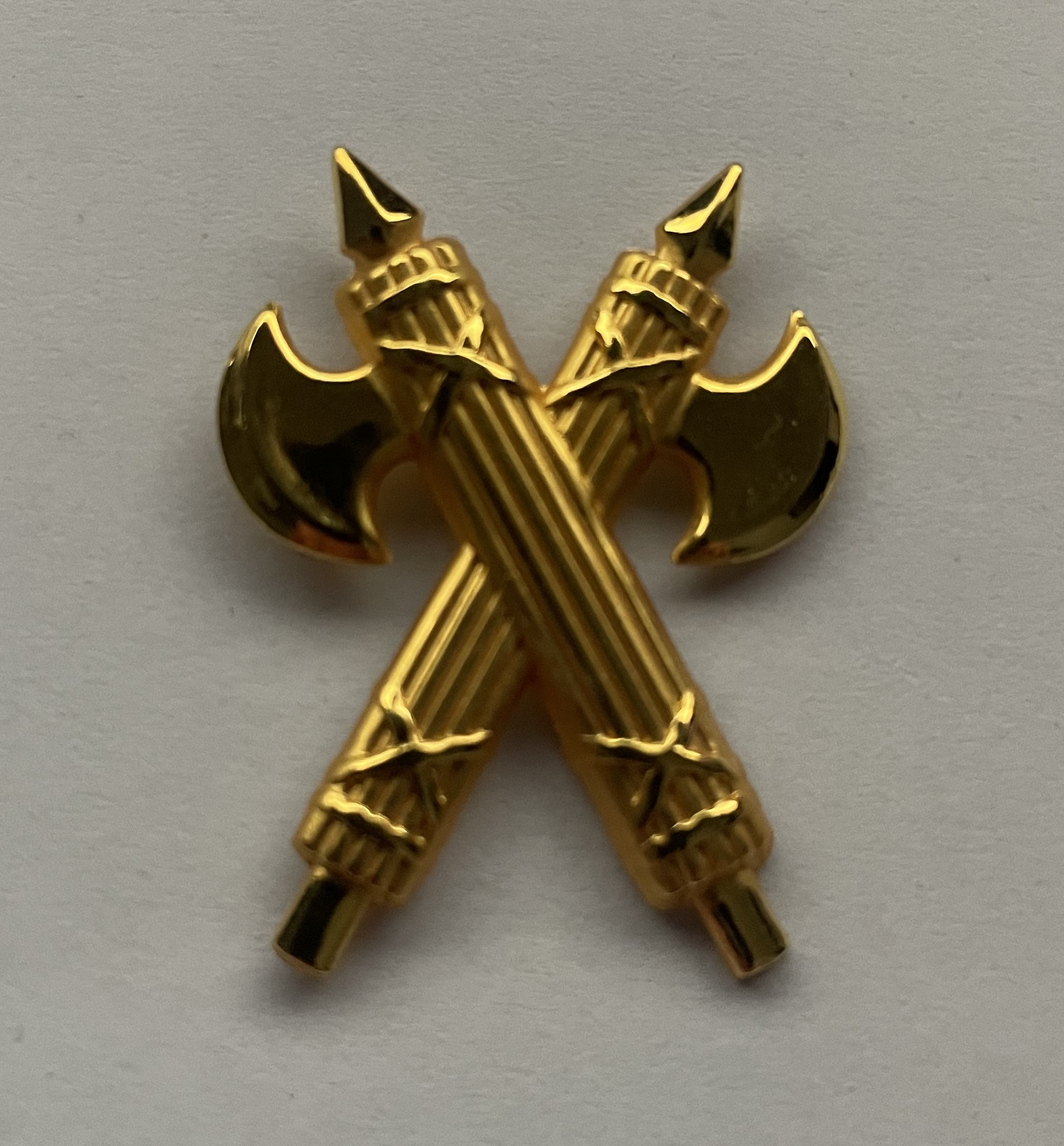

Militärpolisjägarna, MPJ, var åren 1988 - 2004 ett antisabotageförband i den svenska armén.

## Bakgrund
Mot slutet av det kalla kriget växte oron över hur Försvarsmakten skulle hantera den situation som nu benämns som "gråzon". Vid den tiden existerade inte begreppet utan benämningen var skymningsläge, men det fanns en insikt om de juridiska utmaningar som användningen av Försvarsmakten på svensk mark i fredstid skulle medföra. Det primära hotet under fredstid var rysk underrättelseinhämtning, sabotage mot viktiga anläggningar och personer samt subversiv verksamhet. 
För att adressera detta hot skapades riksbataljonen, en temporär sammansättning av stridsgrupper bestående av värnpliktiga och officerare från olika regementen. Vid den tiden fick befälhavaren för K3 i uppdrag att bemanna en spaningsgrupp inom bataljonen. I en avvikande strategi valde denne att uteslutande utse unga och framgångsrika officerare till gruppen. Namnet på gruppen, "jägarbefälsgruppen," reflekterade den udda sammansättningen för tiden. Ett annat bemärkelsesvärt beslut var att officerarna befriades från trupptjänst under fyra veckor per år för att kunna fokusera på att förbättra sina personliga färdigheter. Trots dessa åtgärder ansåg Försvarsmaktsledningen att riksbataljonen inte var tillräcklig för att hantera hotet. För att överbrygga det juridiska gapet mellan fred och krig inrättades istället en ny typ av förband. Denna förbandstyp kombinerade militärpolisens juridiska befogenheter med jägarnas förmågor med syftet att agera som ett anti-sabotageförband under fredstida förhållanden. År 1988 bildades Militärpolisjägarna (MPJ) vid K1, eftersom regementet hade ansvaret för den övriga militärpolisutbildningen.
MPJ hade lätt beväpning i form av AK5, granattillsats, prickskyttegevär samt kulsprutor. Förflyttning skedde med hjälp av fordon och motorcyklar. Militärpolisjägarnas taktik var inte att möta fienden i fordon, utan jakten var tänkt att ske till fots. Även skydd av viktig personal i form av personskydd, strid i bebyggelse ingick, såväl som skydd av transporter. Militärpolisjägarnas utbildning omfattade även stridsspaning och sabotage.
Militärpolisjägarna utbildades på andra skvadron (Sigtuna Skvadron) på Livgardets dragoner (K 1) och på Vadsbo Skvadron på Livregementets husarer (K 3). Militärpolisjägarna fick en grön basker efter avklarat baskerprov/utbildningskontroll som brukligt är för alla jägarförband. Utbildningstiden var 12 eller 15 månader beroende på roll och delar av personalen var beredskapskontrakterade för att kunna mobilisera extra snabbt. Likt hemvärnet hade delar av de tidigare förbanden utrustningen i sitt hem, och hundförare var ansvarig för sin hund från grundutbildningens slut till dess den gick ur tjänst vid ca 8 års ålder.
På befallning från ÖB bildades Särskilda skyddsgruppen (SSG) 1994 med  jägarofficeren Dag Ernholdt som försöksledare som även varit försöksledare för MPJ. Detta då ÖB ansåg att ha värnpliktiga för bland annat internationella uppdrag inte skulle möta de krav som ställdes.  Detta förband hölls hemligt fram till den officiella tillkännagivandet år 1997. Initialt var dess huvudsakliga fokus på anti-sabotage, men dess uppdrag utvidgades senare till att omfatta personskydd och gisslanfritagning. 
Försvarsmakten började avveckla MP-Skvadroner (benämning på MP-Jägarkompanier) i början av 2000-talet. Delar av verksamheten kan dock återfinnas i 13:e Säkerhetsbataljonen

## Galleri

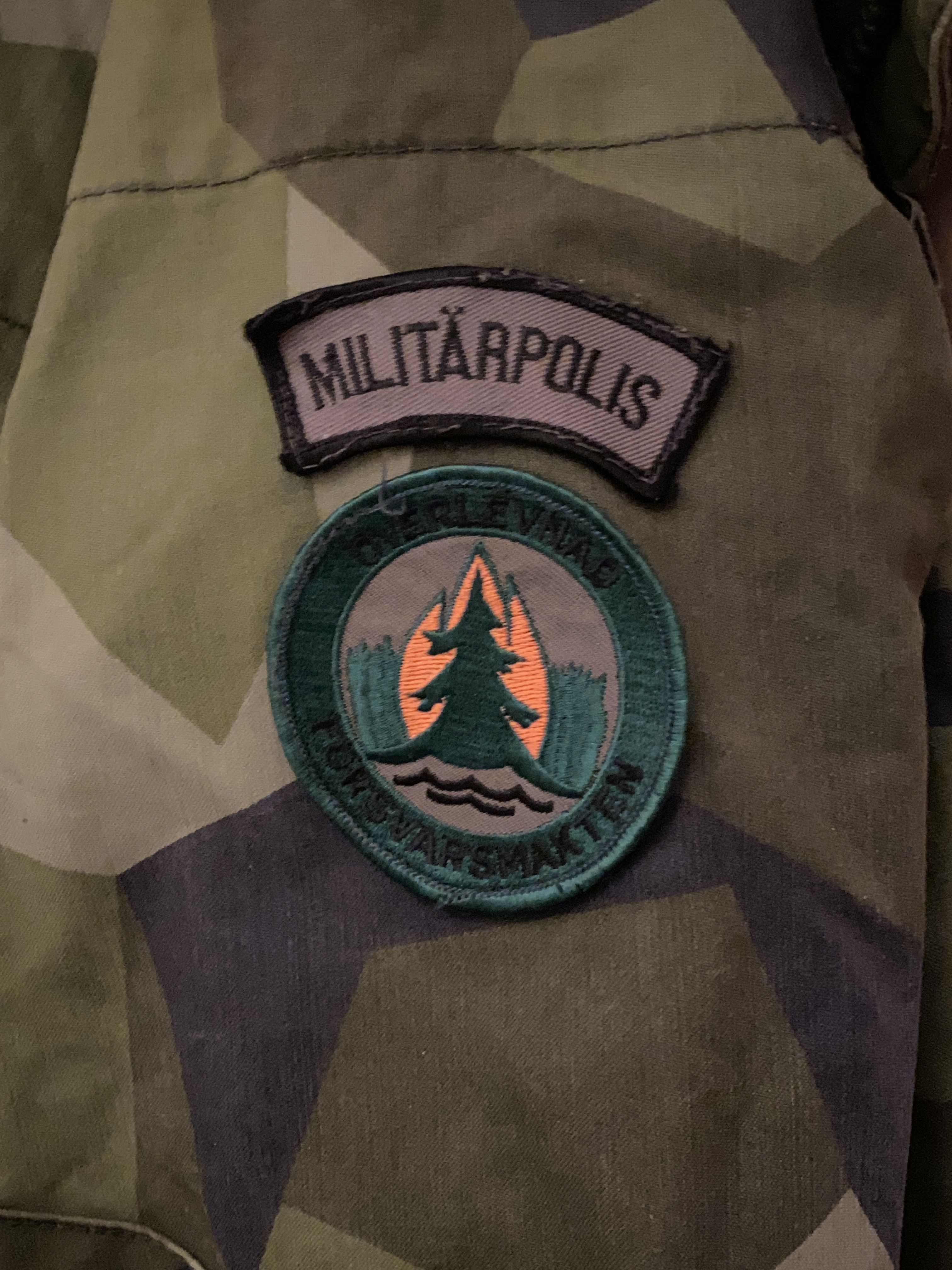
MPJ:s utbildningstecken på höger axel med MP-bågen och överlevnadsutbildningstecknet ”Granen”. Jfr MP (livskvadron) som endast bär MP-bågen.
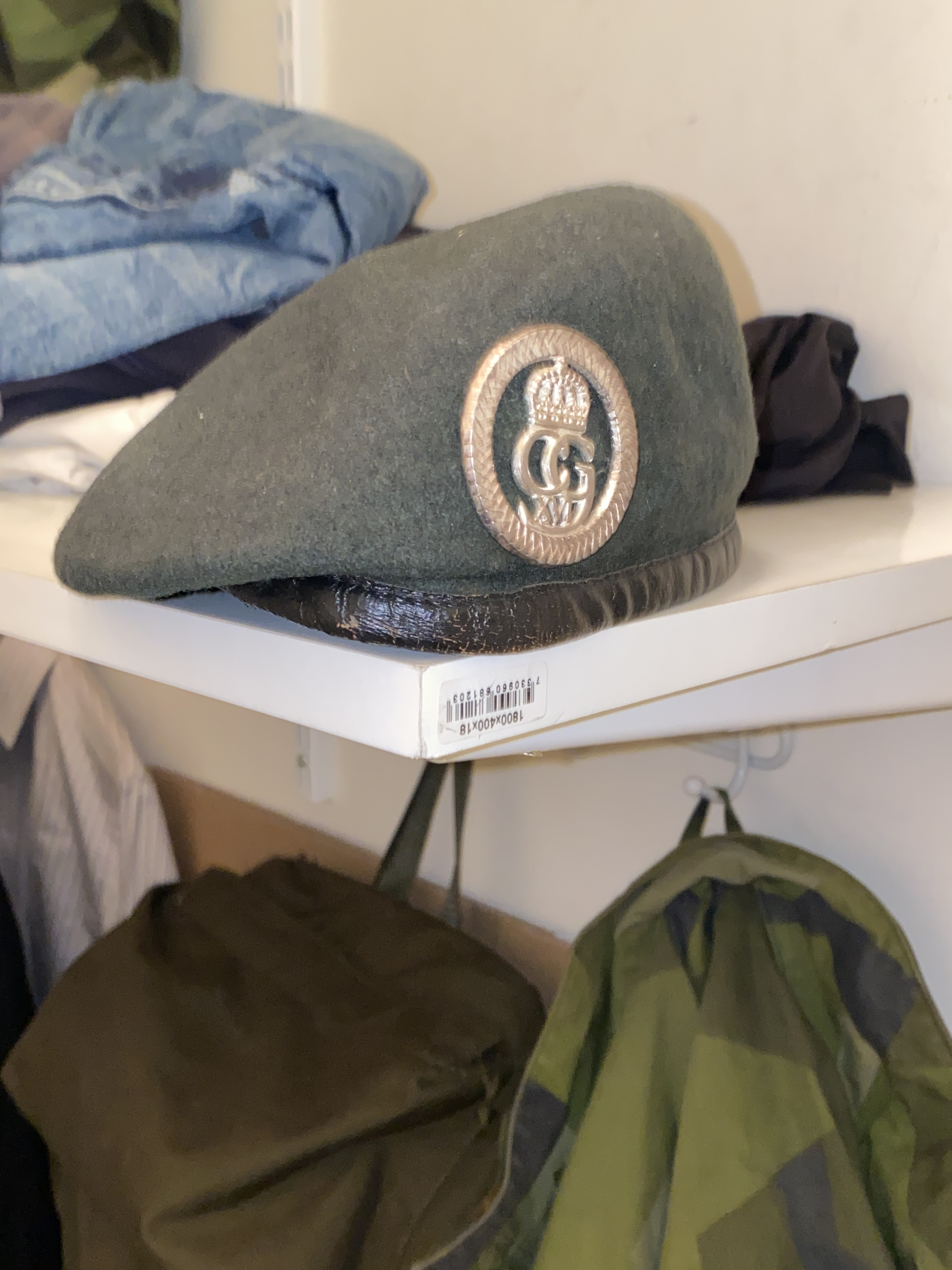
Militärpolisjägarnas gröna basker buren vid dragonbataljon vid Livgardet.
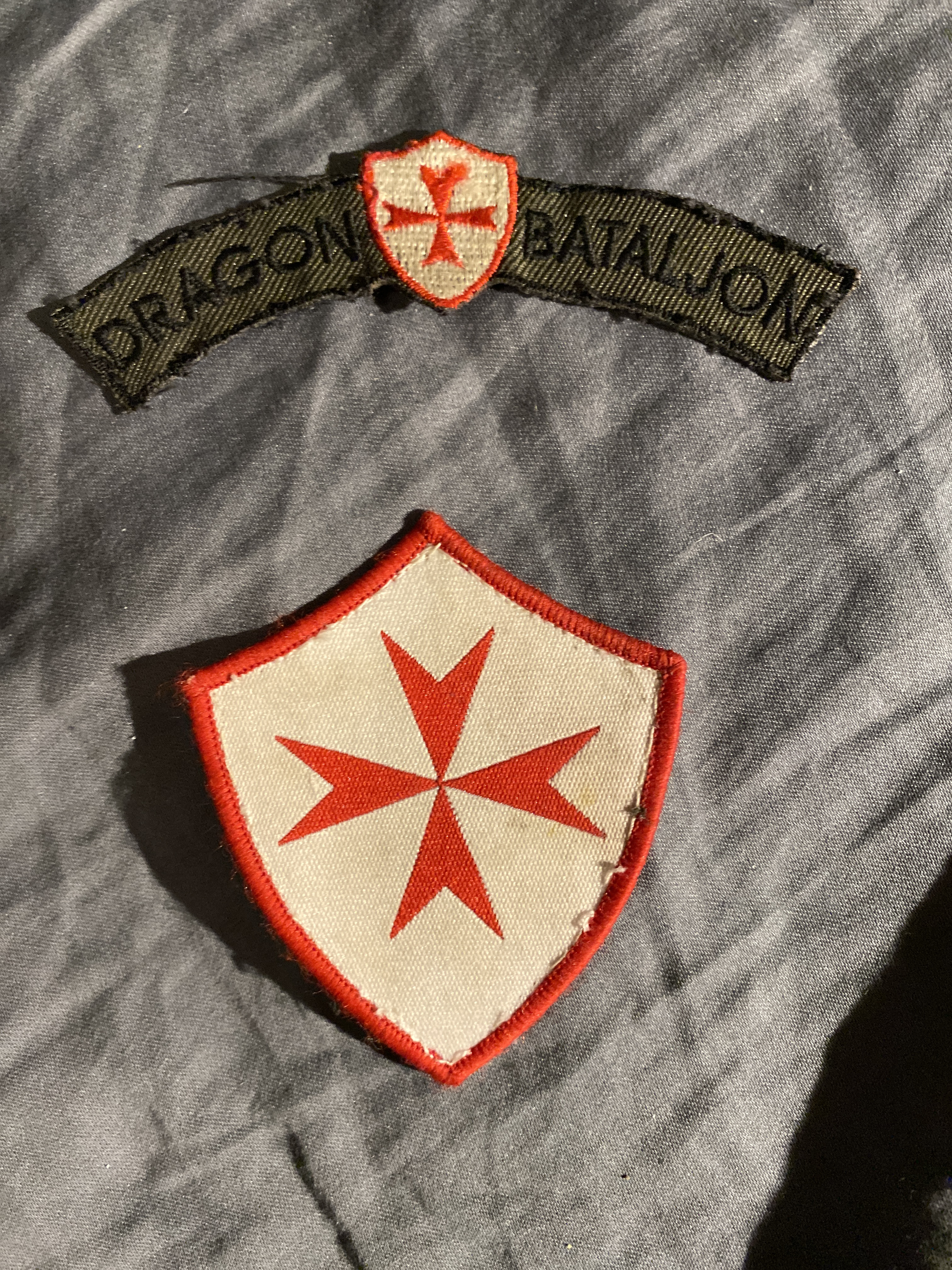
Förbandstecken för 2. skvadron (Sigtuna skvadron), Livgardet.